# Geelbruine plaatjeshoutzwam
De geelbruine plaatjeshoutzwam (Gloeophyllum sepiarium) is een schimmel behorend tot de familie Polyporaceae. Vaak te vinden op hout in houtzagerijen. Het vruchtlichaam groeit slechts één jaar en produceert het sporen in de late zomer en herfst. Het hymeniale oppervlak onderscheidt zich van andere polyporiën door de aanwezigheid van lamellen. Gloeophyllum sepiarium groeit met dunne, donkerbruin/groene hoedjes op dode naaldbomen als spar (Picea), den (Pinus), daarnaast een klein aantal meldingen van hout van loofbomen als es (Fraxinus excelsior). Hij komt het meest voor in gemengde bossen op arme zandbodem, maar ook in bebouwd gebied. Hij veroorzaakt bruinrot en kan schadelijk zijn in houtconstructies.

## Kenmerken

### Uiterlijke kenmerken
Het vruchtlichaam is 2 tot 15 cm breed, losjes waaiervormig, bruin met een geeloranje rand tijdens de groei, fluweelachtig dan glad en leerachtig met een milde geur en smaak. De sporen zijn wit, cilindrisch en glad. Hij is oneetbaar.
Vergelijkbare soorten zijn Daedalea quercina, Lenzites betulina en Trametes versicolor.

### Microscopische kenmerken
Het heeft een trimitisch hyfensysteem, naast dunne tot dikwandige, gesepteerde, gespdragende generatieve hyfen, zijn er ook ongesepteerde, dikwandige skelethyfen en extra verbindende hyfen. De verbindende hyfen zijn echter erg schaars en zijn meestal alleen te vinden in oudere delen van de Trama.
Cystidia komen veel voor in het hymenium. Ze zijn op oudere leeftijd dun tot dikwandig en meten 25–95 × 3–7 µm.
De basidia zijn smal knotsvormig en meten 18-40 × 4,5-7 µm. Sommige zijn enorm langwerpig en bereiken een lengte van maximaal 110 µm. Ze zijn meestal viersporig en hebben een basale gesp.
De sporen zijn glad, cilindrisch, kleurloos hyaliene, inamyloïde en meten 8–11(12) × 3–5 µm.

## Ecologie
De geelbruine plaatjeshoutzwam is een houtbewonende saprobiont die voornamelijk voorkomt in naaldhout - vooral sparren (Picea). Het heeft echter een zeer breed scala aan substraten, waaronder sparren, abies, cipres (Cupressus), Juniperus, lariks (Larix) en dennen (Pinus), in Noord-Amerika ook Pseudotsuga, Taxodium en hemlockspar (Tsuga). In Europa komt hij ook, zij het minder vaak, voor in loofbomen zoals els (Alnus), berk (Betula), Fagus, populier (Populus), Prunus, eik (Quercus), wilg (Salix) en lijsterbes (Sorbus).
Het mycelium van de schimmel veroorzaakt intensieve bruinrot in het aangetaste hout. Het mycelium groeit - van buitenaf beschermd en onzichtbaar onder de door de zon versterkte afdekking - in dood en ontschorst hout, dat bijzonder aan zon en wind wordt blootgesteld en in de zomer sterk wordt verhit en uitgedroogd. Ook inbouwhout wordt geaccepteerd als ondergrond. Ook schuttingpalen, balustrades, bed- of zandbakranden, speeltoestellen, zitbanken, etc. worden bevolkt. Blijkbaar kan het geen naaldhout koloniseren dat is geïmpregneerd met houtverduurzamingsmiddelen in drukvaten.

## Verspreiding
De noordelijke grens van het verspreidingsgebied bevindt zich in Europa in Noorwegen op 70° noorderbreedte. Buiten Europa komt de geelbruine plaatjeshoutzwam veel voor in Noord- en Zuid-Amerika, Azië en Noord- en Zuid-Afrika. Het is zeldzamer in het Middellandse Zeegebied en blijkbaar afwezig op de mediterrane eilanden, Portugal en Hongarije.
In Nederland komt de geelbruine plaatjeshoutzwam algemeen voor. Hij is niet bedreigd en staat niet op de rode lijst.